# Caparison Guitars
Caparison Guitars — японський виробник електро- і бас-гітар. Компанія зарекомендувала себе ручними збірками гітар, а також новою патентованою технологією в гітаробудуванні TAT, і приголомшливими дизайнерськими рішеннями гітар. Caparison вважаються виробниками одних з найдорожчих і найякісніших гітар. Головне конструкторське бюро базується в Токіо, самі гітари виготовляються в Наґої.

## Історія
Компанія заснована в 1995 році Ітару Кано — колишнім дизайнером компанії Jackson/Charvel. На даний момент Caparison Guitars належить великому виробнику музичних інструментів — компанії Kyowa Shokai.

## Гітари
Найбільш продаваною моделлю гітари в компанії є «Horus», яка має 27 ладів, а замість звичайної розмітки на накладку грифа нанесені зображення циферблатів годинників, які показують номер ладу у форматі часу. Інші популярні моделі, такі як Dillinger, TAT і PLO теж мають «годинну» розмітку, проте кількість ладів у них стандартна — 24. Серед моделей формату «суперстрат» особливо виділяється модель Orbit, яка являє собою варіант форми «акулячий хвіст» з глибоким вирізом в стику корпусу з грифом, який дозволяє комфортно грати на далеких ладах — їх, як в моделі Horus, також 27.
Зазвичай, гітари Caparison оснащуються звукознімачами власного виробництва, а фурнітура в більшості випадків — Gotoh. Інша характерна риса — це часте використання потенціометрів типу «Push/pull», за допомогою яких можна відключати окремі обмотки в хамбакерах, отримуючи «прозорий» чистий звук.
Компанія Caparison постійно стежить за якістю своїх гітар і безперервно поліпшує їх, прагнучи до абсолютної досконалості. Так, в 2006 році керівництво компанії підняло планку якості гітар за рахунок удосконалення технологій виготовлення і використання ще більш якісної фурнітури. Оскільки більшу частину виробничого процесу становить ручна обробка, компанія випускає всього 40 гітар на місяць, але попри це, на сьогоднішній день гітари Caparison продаються не тільки в Японії, а й в Перу, США, Данії і Австралії.

## Відомі гітаристи, що грають на Caparison
- Деніс Стреттон
- Хрістофер Емотт
- Маттіас Еклунд
- Енді ЛаРок
- Джеймс Мерфі
- Джоїл Штретцель
- Майкл Ромео
- Джона Вейнхофен